# Reguła izoprenowa
Reguła izoprenowa – nieformalna zasada obowiązująca w biochemii, a właściwie rodzaj spostrzeżenia, że wiele związków organicznych syntetyzowanych przez organizmy żywe zawiera fragment łańcucha węglowodorowego wywodzącego się od struktury izoprenu (C5H8). Jakkolwiek reguła ta została pierwotnie zaproponowana tylko dla terpenów, podobne zjawisko obserwuje się też w przypadku wielu innych grup związków bioorganicznych, m.in. steroidów, które wspólnie nazywa się mianem izoprenoidów.
Regułę tę jako pierwszy zaproponował Otto Wallach w 1887 r., który zauważył, że wszystkie znane monoterpeny zawierają w swojej strukturze dwie jednostki węglowodorowe zawierające 5 atomów węgla i jedno wiązanie podwójne węgiel-węgiel, na podstawie czego wysnuł hipotezę, że są one otrzymywane przez organizmy żywe z izoprenu.
Reguła ta została uściślona i rozwinięta przez Leopolda Ružičkę w 1953 r., który dowiódł, że cząsteczki wszystkich znanych ówcześnie terpenów da się podzielić na fragmenty o strukturze odpowiadającej izoprenowi. Na tej podstawie wysnuł on  hipotezę, że wszystkie terpeny – w tym również cykliczne – są syntetyzowane przez organizmy żywe z bliżej nieokreślonych pochodnych izoprenu.
Współcześnie przyjmuje się, że źródłem wszystkich terpenów jest kwas 3R-(+)mewalonowy, który w czasie biosyntezy jest przekształcany do pirofosforanu izopentenylu lub 3,3-dimetyloallilopirofosforanu, które następnie są przekształcane do odpowiednich terpenów i innych związków bioorganicznych spełniających regułę izoprenową. Aktualnie trwają dyskusje naukowe nad dokładnym przebiegiem tego procesu..